# VfB 1910 Gleiwitz
Der VfB 1910 Gleiwitz war ein deutscher Sportverein aus der oberschlesischen Stadt Gleiwitz (heute Gliwice, Polen).

## Geschichte

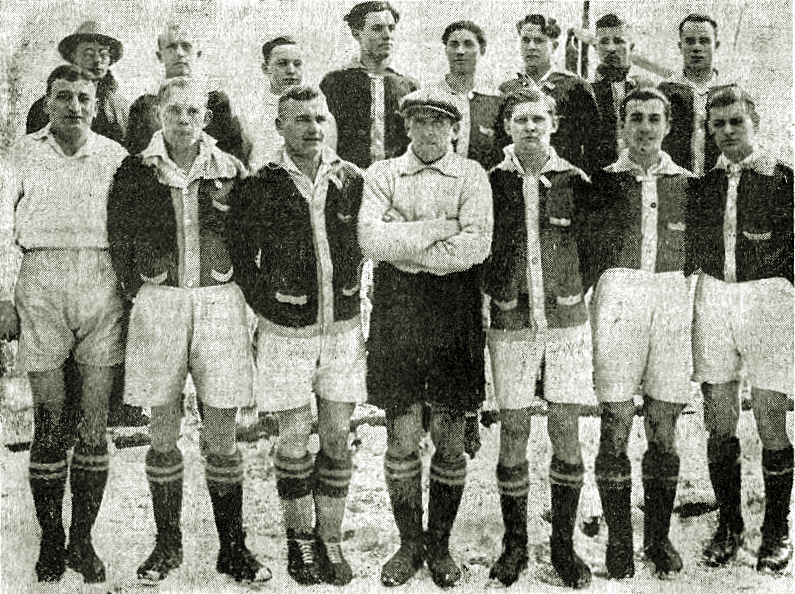
Die Bezirksmeistermannschaft 1935

Der VfB 1910 Gleiwitz wurde am 10. November 1910 von ehemaligen Mitgliedern des SC Teutonia Gleiwitz gegründet. Der Verein erreichte im Fußball in der Saison 1925/26 als oberschlesischer Meister die Endrunde um die südostdeutsche Meisterschaft und belegte dort in einer Siebenergruppe den dritten Platz hinter dem Meister Breslauer SC 08 und FC Viktoria 1901 Forst.
In der Saison 1934/35 gelang der Aufstieg in die Gauliga Schlesien, eine der damals sechzehn höchsten deutschen Spielklassen. Die Liga wurde allerdings nur zwei Spielzeiten gehalten, bereits 1937 stieg der VfB gemeinsam mit dem SV 03 Ratibor wieder ab. In der Folgezeit gelang dem Club keine Rückkehr in die schlesische Gauliga mehr.
Nach Ende des Zweiten Weltkrieges wurde die Stadt Gleiwitz polnisch und der Verein VfB 1910 Gleiwitz wurde aufgelöst.

## Spielstätte
Die Spielstätte des VfB 1910 Gleiwitz war das Gleiwitzer "Kampfbahn Oberschlesien". Der Platz heißt heute Stadion, przy ulicy Robotniczej und ist Heimstätte des Fußballvereins Piast II Gliwice.

## Erfolge
- 1 × Oberschlesien Meister: 1926
- Meister der zweitklassigen Bezirksliga Oberschlesien (1): 1935